# Dorine Mokha

Dorine Mokha, né en novembre 1989 à Lubumbashi (RDC) et mort le 8 janvier 2021 dans la même ville, est un danseur, chorégraphe de danse contemporaine et écrivain congolais. Il est considéré comme l'un des grands chorégraphes congolais contemporains,.

## Biographie
Dorine Mokha nait le 19 novembre 1989 à la Clinique pour cadres de la Générale des Carrières et des Mines en sigle Gécamines à Lubumbashi où son père travaille comme ingénieur[réf. souhaitée]. Après un baccalauréat en section littéraire au Collège Saint François de Sales Imara de Lubumbashi, il s'installe en 2009 à Kisangani et suit des études de danse aux célèbres Studios Kabako auprès de chorégraphes comme Hafiz Dhaou, Faustin Linyekula, Clara Bauer, Boyzie Cekwana ou Sylvain Prunenec. Il participe ensuite à des résidences telles que la triennale Danse l'Afrique Danse de l’Institut Français à Ouagadougou en 2016 et Studio Residencies de Pro Helvetia en Suisse.  
Il poursuit ses études et obtient un master en Droit économique et social à l’Université de Kisangani en 2013, avec un mémoire portant sur la « Problématique de la protection de la propriété intellectuelle face aux NTIC en RDC, cas des œuvres musicales».
En 2018, il reçoit le Prix Lokumu qui honore les artistes et opérateurs culturels Congolais qui se sont démarqués durant l’année. Il dédie sa récompense « à tous les danseurs Congolais qui se battent tous les jours pour vivre de et avec leurs danses et dont les démarches méritent d’être saluées. À toutes ces personnes qui croient en moi depuis mes débuts difficiles, à toutes celles qui soutiennent l’artiste que je suis en respectant les choix de la personne que je suis ».
Comme danseur et chorégraphe, Dorine Mokha a livré plusieurs spectacles tant au niveau national qu’international à l’exemple de Berlin Biennale le 24 janvier 2020 où il séduit le public avec sa performance « Entre deux ..  »,.
Il meurt subitement le 8 janvier 2021 du paludisme, laissant le monde de l'art et de la lutte pour les droits humains sous le choc,.

### La trilogieEntre deux
Créée sur une période de huit ans, la pièce Entre deux est développée en trois parties qui font référence à trois moments clés de la vie de Dorine Mokha. Ces trois volets sont présentés dans une dizaine de villes en RDC, au Congo, en Zambie, au Mozambique, au Burkina Faso, en Allemagne, en Suisse et en France. En 2020, cette trilogie donne naissance à deux projets synthétiques 3, 2, 1…Entre deux ! (Performance), présenté à la Biennale de Berlin 2020 et Voyage ENTRE DEUX (Cinéma-Danse) au Musée national Thyssen-Bornemisza de Madrid.

### Hercule De Lubumbashi
En collaboration avec le compositeur suisse Elia Rediger et le dramaturge Eva-Maria Bertschy, en s’inspirant librement du « Choix d’Hercule » de Händel, en 2019,  un oratorio post-documentaire pour  le chœur, Les Troubadours de Lubumbashi, 11 musicien d’Europe et du Congo, un danseur et un chanteur. Il y sera question de l’augmentation de la demande en Cobalt, de l’exploitation menée par les multinationales et de la destruction de l’espace vital des populations locales. La pièce comprend des récits biographiques ainsi que des réévaluations économiques. Les témoins de la pollution de l'environnement ont été autorisés à s'exprimer, ainsi que de l'enchevêtrement dans les problèmes économiques mondiaux. Rediger et Mokha y ont entremêlé les formes et la narration pour créer un théâtre musical documentaire.
Présenté à la Podium Festival Esslingen la production fait une tournée en Europe (CTM Festival Berlin, Düsseldorfer Festival, Caserne de Bâle) et joue  le 7 février au Batiment du 30 juin à Lubumbashi. Un film documentaire versio d'Hercule De Lubumbashi a été présenté en première à Zurich (Theaterspektakel Zürich) en été 2020 et à Lubumbashi en novembre 2020. D'autres projets dans ce collectif sont prévus au moment de sa mort.

### Travail d'écriture
Comme écrivain, Dorine Mokha écrit des textes pour la danse et le théâtre, à l’exemple de Fanfare Funérailles (2014), Nzela ya Mayi (2015), ou sa pièce primée à Danse l’Afrique Danse, Entre deux II : Lettre à Guz, mais aussi pour certains projets musicaux et cinématographiques tels que le court-métrage Nadia en 2015.

### Artiste engagé et militant des droits humains
Avec la danse contemporaine et l’écriture, il développe un travail engagé, inspiré de son enfance tourmentée et de la situation politique de son pays. Lors de la sixième édition de la biennale d’art contemporain, le 24 octobre 2019, il conte une histoire en accéléré de la RDC avec, en filigrane, la question de la captation des richesses du sous-sol congolais par les Belges, les chefs d’État kleptomanes et les multinationales.
Militant des droits des personnes LGBT, il lance le projet d'un film en 4 parties dénonçant l'homophobie en RDC. Son œuvre s'inspire des violences et discriminations qu'il a subies. Il cofonde ART'gument Project, « un collectif promouvant la prise de parole grâce à des actions sociales, culturelles et artistiques » et, en 2020, reçoit le prix Young African Leaders Initiative, fondé par Barack Obama, en reconnaissance de son travail contre l'homophobie.

## Prix et récompenses
- Lauréat Danse l’Afrique Danse 2014-2016 par l’Institut Français et la fondation TOTAL  (France)
- Lauréat Boursier Africa in Solitude 2014-2015 par l’Akademie Scholss Solitude (Allemagne)
- 2014 : 3e prix Festival Kidogo Kidogo Films par DL Multimédia (Lubumbashi, RDC)
- 2018 : prix Lokumu Danse
- 2020 : prix Young African Leaders Initiative